# (7830) Akihikotago
(7830) Akihikotago ist ein Asteroid des inneren Hauptgürtels. Er wurde am 24. Februar 1993 von den japanischen Astronomen Yoshio Kushida und Osamu Muramatsu am Yatsugatake South Base Observatory (IAU-Code 896) in Hokuto in der Präfektur Yamanashi auf der Insel Honshū in Japan entdeckt.
Der Asteroid wurde auf Vorschlag der Entdecker am 11. Februar 1998 nach dem japanischen Amateurastronomen Akihiko Tago (japanisch 多胡 昭彦 Tago Akihiko) (* 1932) benannt, der mehrere Novae und Kometen, darunter C/1968 H1, C/1969 T1 und C/1987 B1, entdeckte.
Der Himmelskörper gehört zur Nysa-Gruppe, einer nach (44) Nysa benannten Gruppe von Asteroiden (auch Hertha-Familie genannt, nach (135) Hertha).